# Bryum mundtii
Bryum mundtii là một loài rêu trong họ Bryaceae. Loài này được Müll. Hal. mô tả khoa học đầu tiên năm 1859.